# Maxillaria jenischiana
Maxillaria jenischiana là một loài lan bản địa của tropical Nam Mỹ.

## Hình ảnh

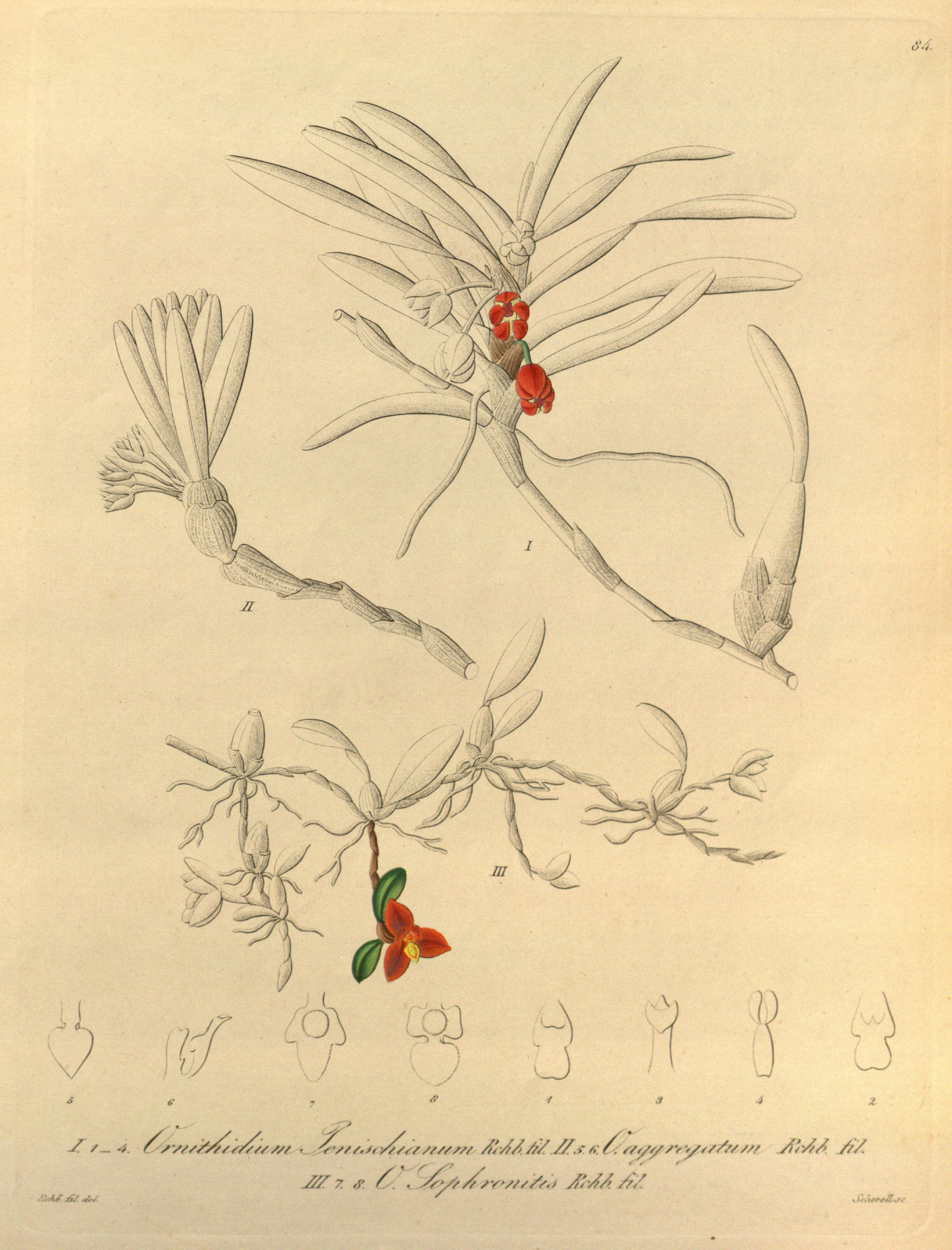